# Джон Філліпс
Джон Філліпс (англ. John Phillips, повне ім'я John Edmund Andrew Phillips; 30 серпня 1935, Каліфорнія — 18 березня 2001, Лос-Анджелес) — американський співак та композитор, співзасновник, вокаліст та гітарист групи «The Mamas & The Papas».

## Біографія
Народився 30 серпня 1935 року в місті Перріс-Айленд (Каліфорнія). Його батько був солдатом у відставці, учасником Першої світової війни, мати — індіанкою з племені черокі.
Його першою дружиною стала Сьюзен Адамс. Від першого шлюбу народилися син Джеффрі і дочка Лаура Маккензі Філліпс.
У 1957 році Джон з родиною переїхав у Нью-Йорк і зібрав групу «The Journeymen», з якою без особливого успіху виступав у клубах.
У 1962 році познайомився з Мішель Гілліам і запросив її в групу як солістку. Незабаром Філліпс розлучився зі Сьюзен, і 31 грудня 1962 року Джон і Мішель одружилися. Від цього шлюбу народилася дочка Чайна Філліпс, яка згодом заснувала групу «Wilson Phillips».
У 1965 році після приходу в групу «Мами» Кесс Елліот і Денні Доерті вона змінила назву на «The Mamas & The Papas».
У 1966 році Філліпс звільнив з групи свою дружину Мішель, викривши її в зраді, однак уже через місяць попросив її повернутися.
У 1967 році Джон написав пісню «San Francisco», яка стала гімном руху хіпі. Пісня стала відомою у виконанні його друга Скотта Маккензі.
З 16 по 19 червня 1967 року в Монтереї (Каліфорнія) відбувся грандіозний рок-фестиваль, одним із засновників якого був Джон Філліпс. Фестиваль став знаковою подією шістдесятих. Серед учасників фестивалю були Джимі Гендрікс, Дженіс Джоплін, Раві Шанкар та інші.
Після розпаду групи в липні 1968 року Джон зайнявся сольною кар'єрою. Його дебютний альбом «Wolf King of L.A.», що вийшов в 1969 році, виявився комерційно неуспішним.
У 1970 році Джон і Мішель розлучилися. Тоді ж Філліпс спільно зі співачкою Мері Клейтон записав саундтрек до фільму «Brewster McCloud».
У 1972 році він одружився втретє — з актрисою Женев'єв Вейт (з нею він розлучився у вісімдесятих). Від цього шлюбу в нього народилася дочка Біжу Філліпс, яка згодом стала актрисою.
31 липня 1980 року Джон був заарештований за зберігання і вживання наркотиків і засуджений до восьми років ув'язнення, проте пізніше термін був скорочений до 30 днів.
З 1981 року Джон з дочкою Маккензі Філліпс вів на телебаченні цикл програм про боротьбу з наркотиками.
Через рік Джон зробив спробу вкотре реформувати «The Mamas And The Papas». До складу групи ввійшли, крім самого Джона, Денні Доерті, Маккензі Філліпс і Елен Макферлейн. Незабаром Джон залишив реанімований колектив, і його єдиним учасником з «класичного» складу шістдесятих залишився тільки Доерті.
У 1998 році Джон переніс серйозну операцію — трансплантацію штучної печінки. Після цього він вкрай рідко з'являвся на публіці.
Джон Філліпс помер в Лос-Анджелесі 18 березня 2001 року.
Незадовго до своєї смерті Джон відновив роботу над альбомом, розпочатим у 1977 році з Міком Джаггером і Кітом Річардсом. Він вийшов після його смерті у вересні 2001 року під назвою «Pay Pack & Follow». В цьому ж році вийшла ще одна платівка — «Phillips 66».
У вересні 2009 року старша дочка музиканта, Маккензі, оголосила, що була в сексуальних стосунках з батьком. Вона звинуватила Джона в тому, що він накачував її наркотиками і ґвалтував. Вперше це сталося в 1979 році напередодні її весілля і тривало протягом 10 років.

## Сольна дискографія
- 1969 — John, The Wolf King Of L. A.
- 1970 — Brewster McCloud (спільно з Mary Clayton)
- 1970 — Myra Breckinridge
- 2001 — Pay Pack & Follow
- 2001 — Phillips 66